# Condado de York (Pensilvania)
El condado de York es un condado ubicado en el estado de Pensilvania. En 2004, su población era de 401.613 habitantes. El condado fue creado el 17 de agosto de 1749 a partir de partes del Condado de Lancaster.

## Demografía
Según el censo de 2000, el condado cuenta con 381.751 habitantes, 148.219 hogares y 105.531 familias residentes. La densidad de población es de 163 hab/km² (422 hab/mi²). Hay 156.720 unidades habitacionales con una densidad promedio de 67 u.a./km² (173 u.a./mi²). La composición racial de la población del condado es 92,76% Blanca, 3,69% Afroamericana o Negra, 0,18% Nativa americana, 0,86% Asiática, 0,03% De las islas del Pacífico, 1,39% de Otros orígenes y 1,10% de dos o más razas. El 2,96% de la población es de origen Hispano o Latino cualquiera sea su raza de origen.
De los 148.219 hogares, en el 32,50% de ellos viven menores de edad, 58,30% están formados por parejas casadas que viven juntas, 9,00% son llevados por una mujer sin esposo presente y 28,80% no son familias. El 23,30% de todos los hogares están formados por una sola persona y 9,20% de ellos incluyen a una persona de más de 65 años. El promedio de habitantes por hogar es de 2,52 y el tamaño promedio de las familias es de 2,98 personas.
El 24,60% de la población del condado tiene menos de 18 años, el 7,50% tiene entre 18 y 24 años, el 30,30% tiene entre 25 y 44 años, el 24,00% tiene entre 45 y 64 años y el 13,50% tiene más de 65 años de edad. La mediana de la edad es de 38 años. Por cada 100 mujeres hay 96,70 hombres y por cada 100 mujeres de más de 18 años hay 93,80 hombres.

## Localidades

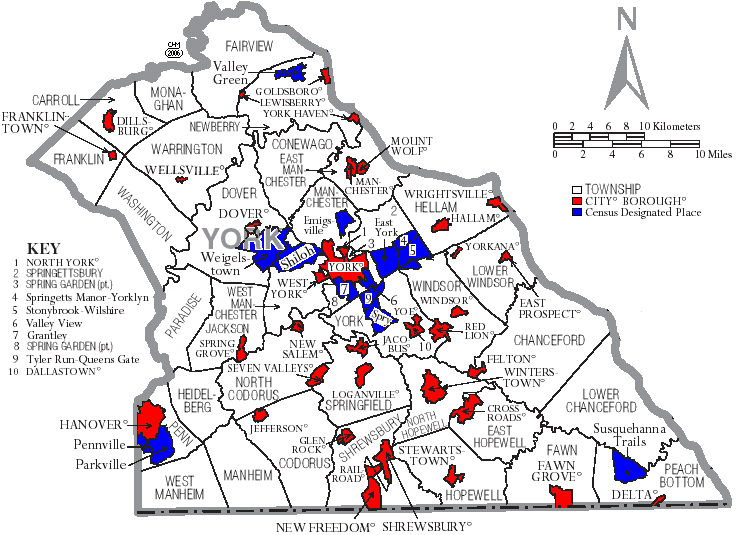
Localidades del condado de York.

### Ciudades
York 

### Boroughs
Cross Roads |
Dallastown |
Delta |
Dillsburg |
Dover |
East Prospect |
Fawn Grove |
Felton |
Franklintown |
Glen Rock |
Goldsboro |
Hallam |
Hanover |
Jacobus |
Jefferson |
Lewisberry |
Loganville |
Manchester |
Mount Wolf |
New Freedom |
New Salem |
North York |
Railroad |
Red Lion |
Seven Valleys |
Shrewsbury |
Spring Grove |
Stewartstown |
Wellsville |
West York |
Windsor |
Winterstown |
Wrightsville |
Yoe |
York Haven |
Yorkana 

### Municipios
Carroll |
Chanceford |
Codorus |
Conewago |
East Hopewell |
East Manchester |
Fairview |
Fawn |
Franklin |
Heidelberg |
Hellam |
Hopewell |
Jackson |
Lower Chanceford |
Lower Windsor |
Manchester |
Manheim |
Monaghan |
Newberry |
North Codorus |
North Hopewell |
Paradise |
Peach Bottom |
Penn |
Shrewsbury |
Spring Garden |
Springettsbury |
Springfield |
Warrington |
Washington |
West Manchester |
West Manheim |
Windsor |
York 

### Lugares designados por el censo
East York |
Emigsville |
Grantley |
Parkville |
Pennville |
Shiloh |
Springetts Manor-Yorklyn |
Spry |
Stonybrook |
Stonybrook-Wilshire |
Susquehanna Trails |
Tyler Run |
Tyler Run-Queens Gate (histórico) |
Valley Green |
Valley View |
Weigelstown

### Áreas no incorporadas
Accomac |
Admire |
Airville |
Ambau |
Bermudian‡ |
Big Mount |
Brogue |
Bryansville |
Cly |
Craley |
Detters Mill |
Foustown |
Gatchellville |
Glades |
Glenville |
Gnatstown |
Hametown |
Hanover Junction |
Hopewell Center |
Kralltown |
Leaders Heights |
Mackey Ford |
Mount Royal |
New Bridgeville |
New Market |
New Park |
Porters Sideling |
Stoverstown |
Sunnyburn |
Tolna |
Thomasville |
Violet Hill |
Woodbine 

## Educación

### Distritos escolares públicos
- Distrito Escolar del Centro de Central
- Distrito Escolar del Área de Dallastown
- Distrito Escolar del Área de Dover
- Distrito Escolar del Este de York
- Distrito Escolar Público de Hanover
- Distrito Escolar del Noreste del Condado de York
- Distrito Escolar del Norte del Condado de York
- Distrito Escolar del Área de Red Lion
- Distrito Escolar South Eastern
- Distrito Escolar South Western
- Distrito Escolar del Sur del Condado de York
- Distrito Escolar del Área de Spring Grove
- Distrito Escolar West Shore
- Distrito Escolar del Área de West York
- Distrito Escolar York City
- Distrito Escolar York Suburban
- Distrito Escolar de la Escuela de Tecnología del Condado de York